# Hoplia tenebrosa
Hoplia tenebrosa är en skalbaggsart som beskrevs av Nonfried 1895. Hoplia tenebrosa ingår i släktet Hoplia och familjen Melolonthidae. Inga underarter finns listade i Catalogue of Life.